# Белоголовый американский стриж
Белоголовый американский стриж (лат. Streptoprocne semicollaris) — вид птиц семейства стрижиных. Один из самых крупных стрижей, с длинными широкими крыльями и большим прямым хвостом. Оперение чёрно-коричневое с белым полуворотником на затылке. Распространён в горных засушливых районах на западе и на юге Мексики на высоте до 3600 метров. Питается роящимися насекомыми. Строит гнёзда из грязи и сгнивших листьев в пещерах на почти горизонтальных поверхностях, выстилает их растительными материалами. В кладке обычно два яйца. Основной причиной неуспеха кладки является наклон поверхности, на которой строится гнездо, яйца и птенцы часто скатываются с неё.
Вид был описан швейцарским учёным Анри де Соссюром в 1859 году. Международный союз орнитологов относит белоголового американского стрижа к роду Streptoprocne и не выделяет у него подвидов.

## Описание
Крупный стриж с длиной тела 22 см, по другим данным — 20,5—25 см. Наряду с фиолетовым колючехвостом (Hirundapus celebensis), обитающим в Юго-Восточной Азии, является одним из самых крупных стрижей. Eго масса составляет 170—200 г, по другим данным — 170—180 г, длина крыльев 22,8—23,3 см, хвоста — 7,3 см.
У белоголового американского стрижа тяжёлое тело, длинные широкие крылья и большой прямой хвост. При полном раскрытии хвост слегка закруглён. Оперение чёрно-коричневое, при хорошем освещении обладает голубым блеском, на затылке заметная белая полоса — полуворотник, которая и дала название виду. Половой диморфизм отсутствует. Информация об оперении молодых птиц отсутствует, но на основании других представителей рода Streptoprocne Фил Чантлер сделал предположение, что у молодых птиц полуворотник менее заметен, а кончики перьев светлее.
Вокализация белоголового американского стрижа схожа с позывками ошейникового американского стрижа (Streptoprocne zonaris), звуковые сигналы более низкие и громкие, но менее резкие. Наиболее распространённой позывкой является часто повторяемый громкий «cleeee» или «prreee». Обычно этот сигнал производится многими особями одновременно, по некоторым данным, вокализацию белоголового американского стрижа можно услышать только в стаях. В полёте птицы могут издавать крыльями звук «whurr».
Белоголовые американские стрижи формируют шумные стаи и скорее всего более социальны, чем ошейниковые американские стрижи, так как объединяются и с другими стрижами. В штате Герреро были отмечены вместе с серобрюхими иглохвостами (Chaetura vauxi) и чёрными американскими стрижами (Cypseloides niger). У гнездовых колоний в окрестностях Такамбаро в штате Мичоакан их отмечали вместе с красношейными американскими стрижами (Streptoprocne rutila) и Cypseloides storeri. В полёте совершают нырки и совместные манёвры.

### Похожие виды
Ошейниковый американский стриж, который также обитает на западе Мексики, имеет схожие размеры, но отличается формой хвоста и оперением груди. У белоголового американского стрижа белое оперение только на затылке, в то время как ошейниковый американский стриж имеет полный воротник с белыми перьями на груди. У молодых птиц воротник может не быть сформирован и единственной возможностью различить птиц в воздухе является меньший разрез на хвосте у последнего. Ошейниковый американский стриж часто распускает хвост в полёте и его форма хорошо видна.
Другой крупный стриж в регионе — чёрный американский стриж — заметно уступает в размерах белоголовому американскому стрижу. На груди у него только небольшие белые пятна, которые не всегда хорошо заметны в полёте.

## Распространение

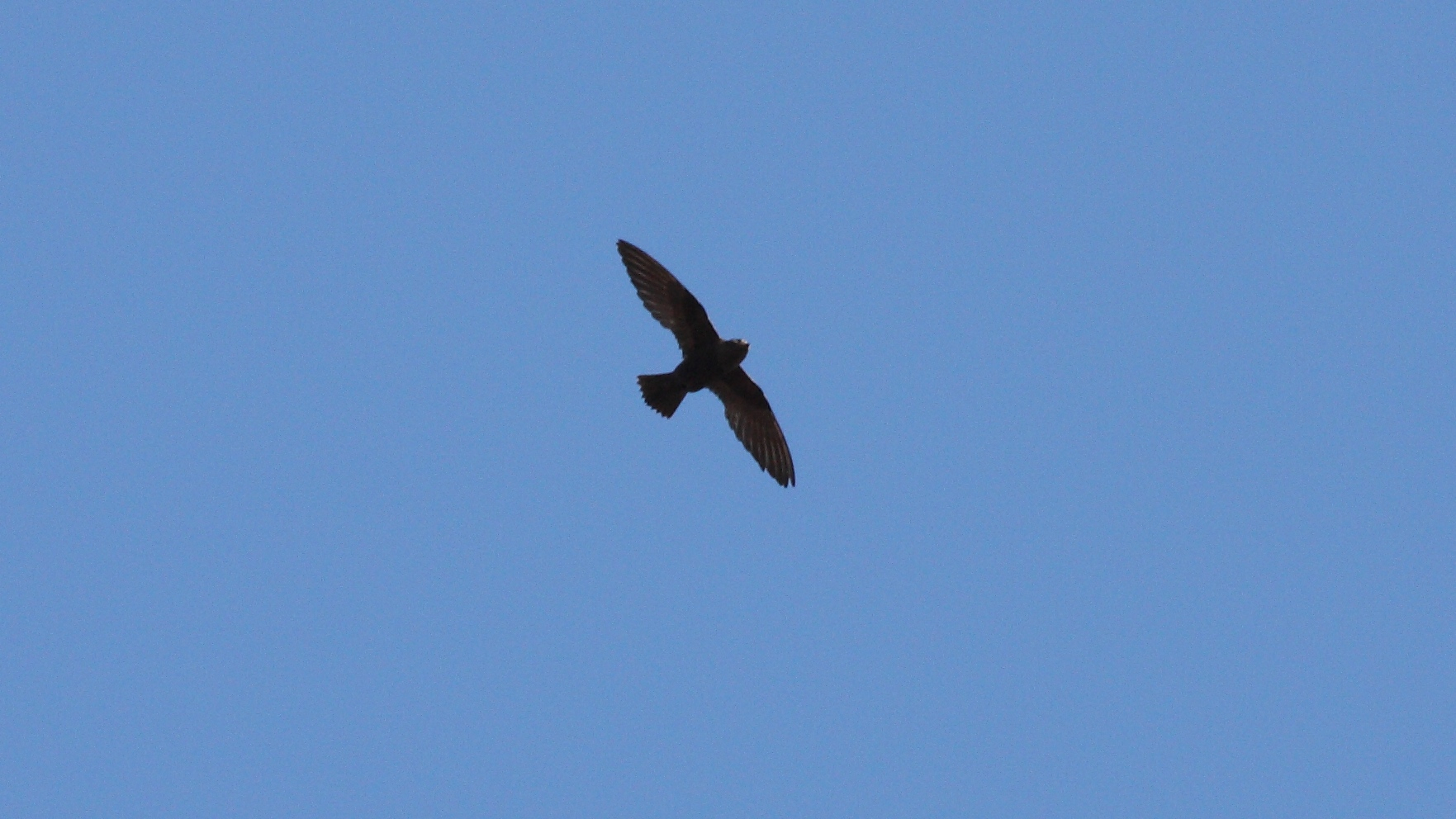
Полёт белоголового американского стрижа

Белоголовый американский стриж обитает на западе и на юге Мексики в регионе от штатов Чиуауа и Синалоа до штата Наярит, а также в штатах Идальго, Мехико, Морелос и Герреро. Ареал разделён на два обособленных региона, что, возможно, связано с отсутствием подходящих мест для гнездования на участке между ними. Один регион включает горный массив Западная Сьерра-Мадре от южной части Чиуауа до штата Халиско, а другой — горы Южная Сьерра-Мадре и Поперечная Вулканическая Сьерра, от штата Мичоакан до северо-запада штата Оахака и южных районов штата Мехико, по-видимому, пересекая реку Бальсас. Изредка птиц видели на границе с Гватемалой и в верховьях реки Распакуло (Raspaculo) в Белизе. В 1952 и 1960 году похожих птиц видели на карибском побережье Гондураса, но эти наблюдения не подтверждены, как не подтверждены наблюдения в штатах Оахака и Идальго. В апреле—мае 1993 года птиц отмечали за пределами ареала в Чьяпас на юге Мексики и в Белизе.
Основной средой обитания являются горные засушливые районы на высоте до 3600 метров в глубине континента. Обычно встречаются на высоте 1500—3000 метров, опускаясь иногда до уровня моря на северо-западе. В небольших количествах встречаются на береговых склонах Южной Сьерра-Мадре. Предпочитают места вокруг глубоких ущелий и высоких скал, летают над покрытыми лесами и кустарниками склонами, были отмечены над городами. Птицы предпочитают смешанные леса с преобладанием сосны и дуба, тропические лиственные леса и вторичные кустарники. Они ведут оседлый образ жизни, но могут осуществлять сезонные высотные перемещения. В частности, в августе—марте белоголовые американские стрижи отсутствуют в окрестностях столицы страны — Мехико.
Международный союз охраны природы относит белоголового американского стрижа к видам под наименьшей угрозой. Птицы широко распространены на всём ареале, в частности их регулярно отмечают в мангровых лесах около Сан-Блас в штате Ньярит, вдоль дорог Кояжомулко (Coajomulco) и Каньо-де-Лобос (Cañón de Lobos) в Морелосе, около Темаскалтепек в Мехико, Такамбаро в Мичоакане, в горах Атояк (Atoyac) в штате Герреро.

## Питание
Известно о содержимом пищеварительной системы одной особи. Оно включало 1072 насекомых, в том числе 683 представителя отряда перепончатокрылые (Hymenoptera), 391 — равнокрылые (Homoptera), 20 — полужесткокрылые (Hemiptera), 6 — двукрылые (Diptera), 2 — жесткокрылые (Coleoptera). Большое значение при питании имеют роящиеся насекомые, что подтверждается наличием 681 жалящего муравья Solenopsis geminata.

## Размножение
Белоголовые американские стрижи образуют гнездовые колонии численностью до 12 пар, по другим данным — до 200 особей. Ежедневно могут на несколько километров удаляться от гнезда.
Долгое время учёные считали, что в отличие от остальных стрижей подсемейства Cypseloidinae, белоголовый американский стриж вообще не строит гнёзда. Это связано с тем, что впервые обнаруженные в 1962 году кладки этого стрижа были расположены в небольших углублениях в песке. Во время исследований 1985 года 26 из 32 найденных гнёзд представляли собой структуру из грязи и растительных материалов. Дэвид Уайтакр (David F. Whitacre) пришёл к выводу, что наличие структуры связано с углом наклона поверхности, на которой птица откладывает яйца: при сильном наклоне яйца могут просто скатиться с поверхности, а птенцы не удержаться на ней. Возможно, гнездо отсутствует в случаях, когда пещера подвергалась наводнению и времени на строительство гнезда не оставалось. Гнёзда используются повторно, новые структуры в колониях появляются крайне редко.
Гнёзда расположены в пещерах в основном на твёрдой, более-менее горизонтальной поверхности, хотя угол наклона может достигать 30 %. Обычно гнёзда плоские, высотой 6 см, круглые, или полукруглые, прижатые к склону. Основным строительным материалом является грязь, в которой встречаются сильно прогнившие листья, а иногда травы и веточки. Дно гнезда часто выстилается растительными материалами, среди которых встречались листья разной степени свежести, мхи, папоротники и травы. Часто присутствуют листья или веточки широколиственных растений, проросшие семядоли и цветы.
В конце мая птицы уже насиживают яйца. В кладке обычно два яйца. По всей видимости птицы кормят птенцов один раз в день.
Основной причиной гибели яиц и птенцов в кладке является угол наклона поверхности, на которой строится гнездо. Как было отмечено в пещере Дос-Бокас в Грутас-де-Какауамильпа в штате Герреро, на выходе из пещеры стрижей может караулить сапсан (Falco peregrinus). По мнению Уайтакра, риск, связанный с вылетом и залётом в пещеру также ограничивает возможности стрижей при строительстве гнезда. На белоголовых американских стрижах отмечали паразитирующих вшей Dennyus semicollaris и клещей Ixodes cuernavacensis.

## Систематика
Вид был впервые описан швейцарским учёным Анри де Соссюром в 1859 году на основе экземпляра из Сан-Хоакин около Мехико. Учёный дал ему название Acanthylis semicollaris, позднее этот род был признан синонимичным роду Chaetura.
В 1940 году американский орнитолог Джеймс Ли Питерс выделил белоголового и сумеречного (Cypseloides senex) американских стрижей в род Aerornis, который он рассматривал как связующее звено между родами Cypseloides и Streptoprocne. Со временем произошло объединение родов Cypseloides, Streptoprocne, Aerornis и Nephoecetes. В 1970 году Брук предложил выделить подсемейство Cypseloidinae, при этом белоголового американского стрижа он поместил в отдельный монотипический род Semicollum внутри этого подсемейства. Брук руководствовался тем, что в известных на тот момент кладках отсутствовала какая-либо структура для гнезда. Последующие исследование показали, что белоголовые стрижи строят гнёзда, и данное выделение не было поддержано другими учёными.
Международный союз орнитологов относит белоголового американского стрижа к роду Streptoprocne и не выделяет у него подвидов. Предположительно, он образует монофилетическую группу с другими крупными стрижами рода Streptoprocne — ошейниковым и щитоносным (Streptoprocne biscutata).